# Playmobil FunPark Palm Beach Gardens
Het Playmobil FunPark Palm Beach Gardens was een Amerikaans themapark van Playmobil in Palm Beach Gardens in de staat Florida. Het park was het laatste Playmobil Funpark buiten Europa en is per 31 december 2017 gesloten. Het park had een oppervlakte van ongeveer 1208 m².

## Indeling
Playmobil FunPark Palm Beach Gardens bestond uit een grote ruimte met speelgoedsets van Playmobil, gesorteerd per thema, en zitgelegenheid voor volwassenen. Er was tevens een Playmobil FunStore gevestigd.

## Andere parken
Er zijn ook parken door Playmobil gebouwd in Zirndorf, in Athene en op Malta. Playmobil had ook een ander park in de Verenigde Staten, maar het park in Orlando is gesloten op 22 januari 2007. Het park dat in 1999 in het Franse Fresnes (Parijs) werd geopend, is gesloten op 31 juli 2022.